# Outlawz
Outlawz byla americká hip hopová skupina, kterou založil Yafeu Fula a Tupac Shakur po jeho propuštění z vězení v roce 1995. Původně známá jako Thoro Headz, Young Thugs, později jako Outlaw Immortalz, na sebe upoutala pozornost svým vystoupením v písni Tupaca „Flex“, která byla B-stranou jeho singlu „Holler If Ya Hear Me“, vydaného 4. února 1993.

## Historie
Skupina se začala formovat již v roce 1992 a tvořili ji Kastro, E.D.I Mean a Tupacův kmotřenec Yafe "Kadafi" Fula. V roce 1993 rozrostla o Mutaha "Napoleona" Bealea a přejmenovala se na Dramacydal. Objevili se na Tupacově písni „Flex” a na albu Me Against the World, které vyšlo 14. března 1995.
V následujícím roce se kapela přejmenovala na Outlaw Immortalz a připojili se k ní Tupac, Hussein Fatal a Yaki Kadafi. Tupac byl v září téhož roku zavražděn a od skupiny se oddělilo několik členů. Zůstalo pouze duo E.D.I. Mean a Young Noble. Duo se podílelo na hudbě k filmu Gang policajtů (1997), nebo na Tupacově posmrtném albu Still I Rise (1999). V roce 2000 vydali své debutové studiové album Ride wit Us or Collide wit Us (2000).
Hudební skupina zanikla v létě roku 2025, kdy Young Noble spáchal sebevraždu.

## Členové
- Kastro (1992–2009)
- E.D.I Mean (1992–2025)
- Yafe Fula (1992–1996, zemřel v roce 1996)
- Napoleon (1993–2002)
- Tupac Shakur (1995–1996, zemřel v roce 1996)
- Hussein Fatal (1996–2015, zemřel v roce 2015)
- Young Noble (1996–2025, zemřel v roce 2025)
- Big Syke (1996–1999, zemřel v roce 2016)
- Mopreme Shakur (1996)
- Donna Harkness (1995–1997)

## Diskografie

### Studiová alba
- Ride wit Us or Collide wit Us (2000)
- Novakane (2001)
- Neva Surrenda (2002)
- Outlaw 4 Life: 2005 A.P. (2005)
- We Want In: The Street LP (2008)
- Perfect Timing (2011)
- Livin' Legendz (2016)
- #LastOnezLeft (2017)
- One Nation (2021)

### Kolaborační alba
- Still I Rise (s Tupacem) (1999)